# Hubert von Goisern
Hubert von Goisern, pseudonimo di Hubert Achleitner (Bad Goisern am Hallstättersee, 17 novembre 1952), è un cantante, compositore e viaggiatore austriaco.
Ha operato una fusione di rock, world music e generi musicali della sua zona di origine (Volksmusic e Alpine Rock). Egli è noto anche per i viaggi che ha intrapreso in mezzo mondo.

## Biografia

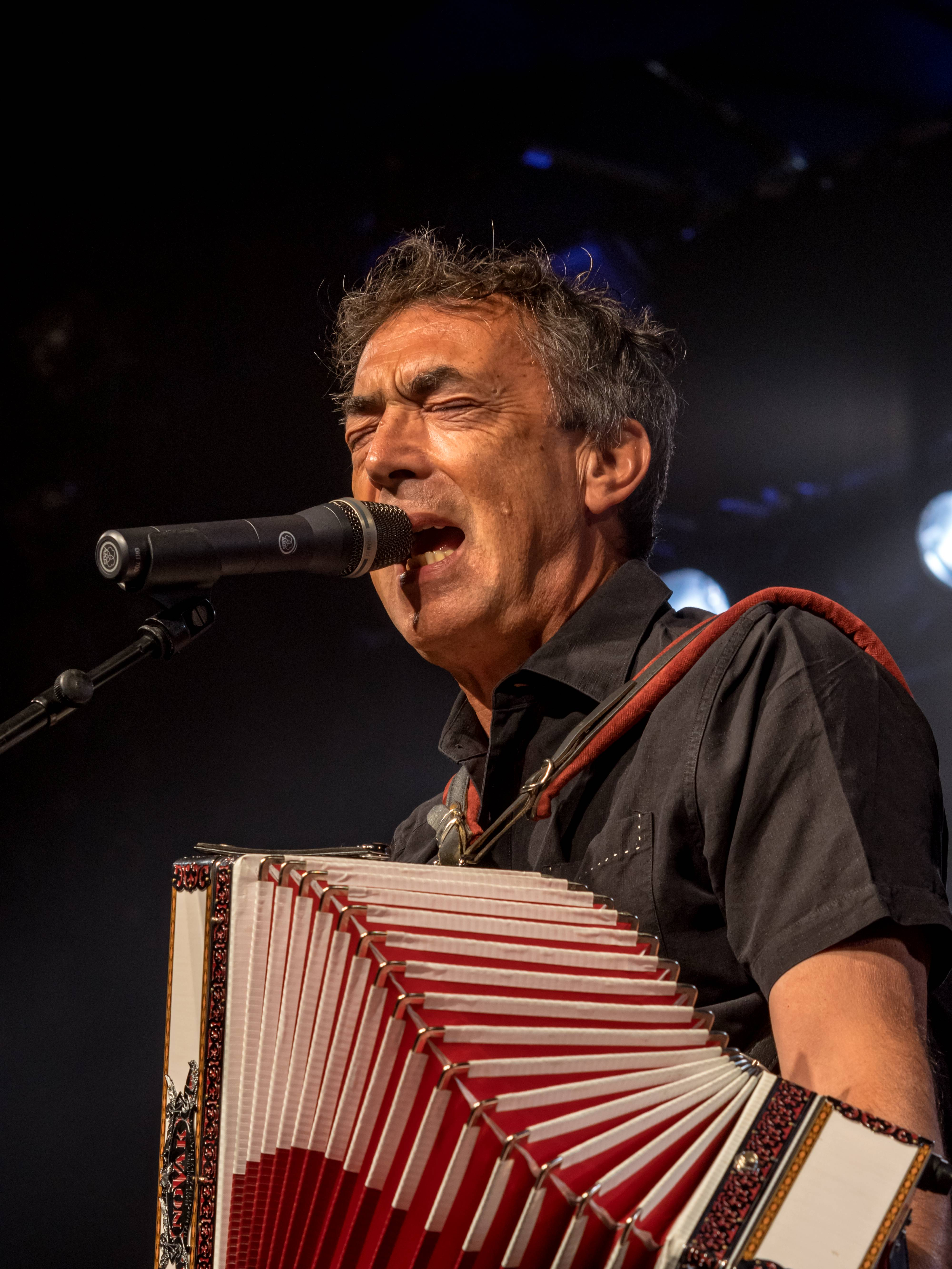
Hubert von Goisern nel 2015

Ha imparato già da ragazzo a suonare diversi strumenti: la tromba, la chitarra classica e quella elettrica, il clarinetto e la fisarmonica, che di fatto costituisce un segno distintivo della sua musica.
A 20 anni si è trasferito con la fidanzata canadese in Sudafrica per prendere servizio in un laboratorio di chimica in cui era stato assunto, ma avendo denunciato la segregazione razziale all'epoca ancora vigente in quel Paese ha finito poi per tornare in Austria, dove si è sposato. Dopo la separazione dalla moglie, ha viaggiato di nuovo e trascorso un po' di tempo nelle Filippine, dove ha potuto conoscere la musica del posto. Queste influenze straniere hanno sempre evidenziato lo stile di Hubert von Goisern.
Rientrato in Austria, ha studiato ingegneria acustica e musica sperimentale a Vienna. Nel 1986 ha fondato con Wolfgang Staribacher il gruppo Die Alpinkatze con cui ha realizzato diversi album di successo.  Dopo numerosi concerti in Austria, Svizzera e Germania, gli Alpinkatzen sono diventati uno dei gruppi più conosciuti in seno all'Alpine Rock, fino al loro scioglimento nel 1994. In seguito Hubert ha intrapreso la carriera da solista.
Negli anni 90 è stato molto attivo nel cinema come compositore di colonne sonore. In quel periodo Hubert von Goisern ha potuto incontrare Jane Goodall nel Parco Nazionale di Gombe Stream, com'è stato poi raccontato nel documentario dal titolo Von Goisern nach Gombe, realizzato grazie a una collaborazione con l'ORF e il Bayerischer Rundfunk.
Insieme a Tseten Zöchbauer, presidente dell'organizzazione “Save Tibet”, Hubert von Goisern si è recato a Lhasa. Poco tempo dopo ha incontrato il Dalai Lama a Dharamshala, in India, e in seguito ha organizzato una visita del leader religioso in Austria.
Nel maggio 2001, Hubert von Goisern è stato nominato miglior "artista rock/pop nazionale" all'Amadeus Austrian Music Award. In questo contesto ha criticato l'industria musicale in Austria e le stazioni radio per non aver aiutato a sufficienza gli artisti connazionali. Ha poi tenuto concerti in Egitto e in Africa occidentale. Nel 2003 è stato pubblicato l'album Trad II, seguito da concerti a Capo Verde, in Serbia e in altri paesi.
Nel gennaio 2005 Hubert von Goisern e la sua band hanno effettuato un tour in Mali. Questo viaggio è stato mostrato nel film-documentario Warten auf Timbuktu.
Nell'aprile 2006 il partito austriaco FPÖ, noto per il suo antieuropeismo, ha utilizzato la canzone Heast as nit di Hubert von Goisern nella campagna elettorale, suscitando una dura presa di posizione del cantante, che ha affermato di essere in disaccordo con le opinioni del FPÖ e del suo presidente Heinz-Christian Strache. Già prima di quest'episodio, peraltro, in alcuni dei brani di Hubert von Goisern serpeggiava l'insofferenza per Jorg Haider, leader storico del partito antieuropeista nonché suo concittadino.
Tra il 2007 e il 2009 Hubert von Goisern ha suonato in diverse città europee. L'artista è stato testimonial per la città di Linz, proclamata Capitale Europea della Cultura per l'anno 2009.